# Riese Erla

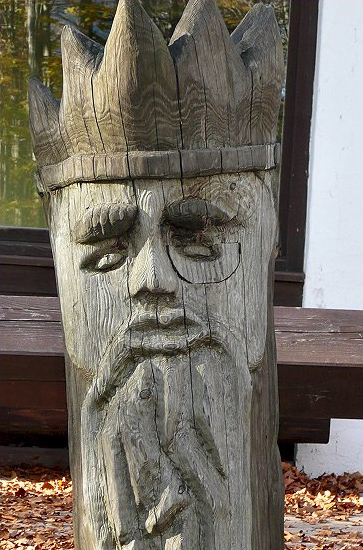
Riese Erla

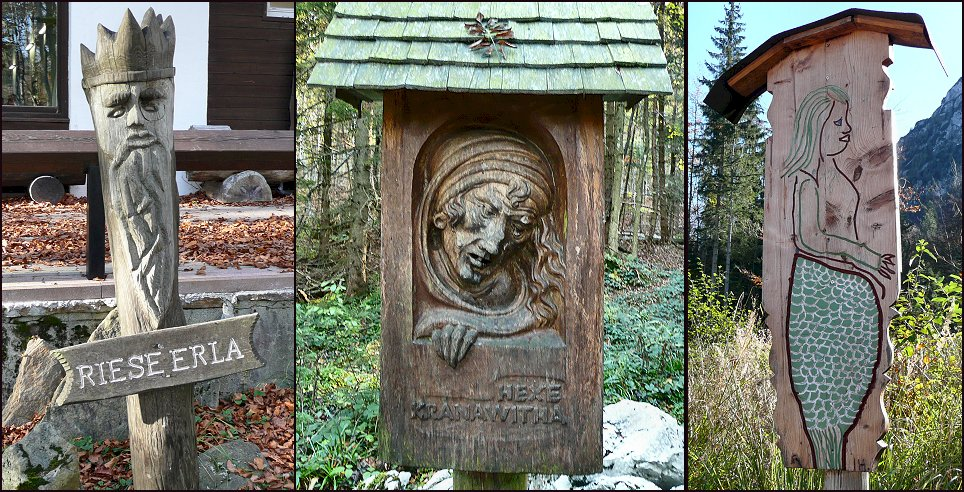
Riese Erla – Hexe Kranawitha – Nixe Blondchen (Waldlehrpfad auf dem Grünberg)

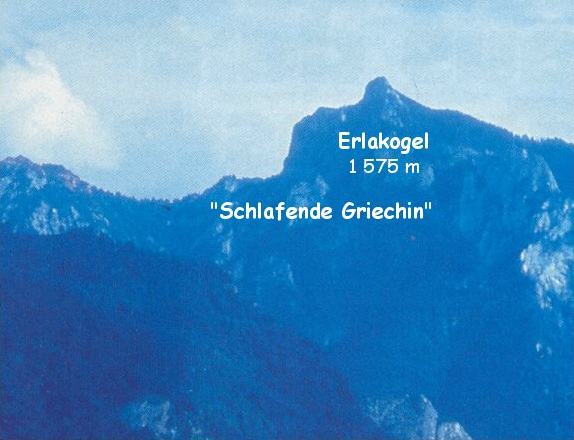
Erlakogel – Schlafende Griechin

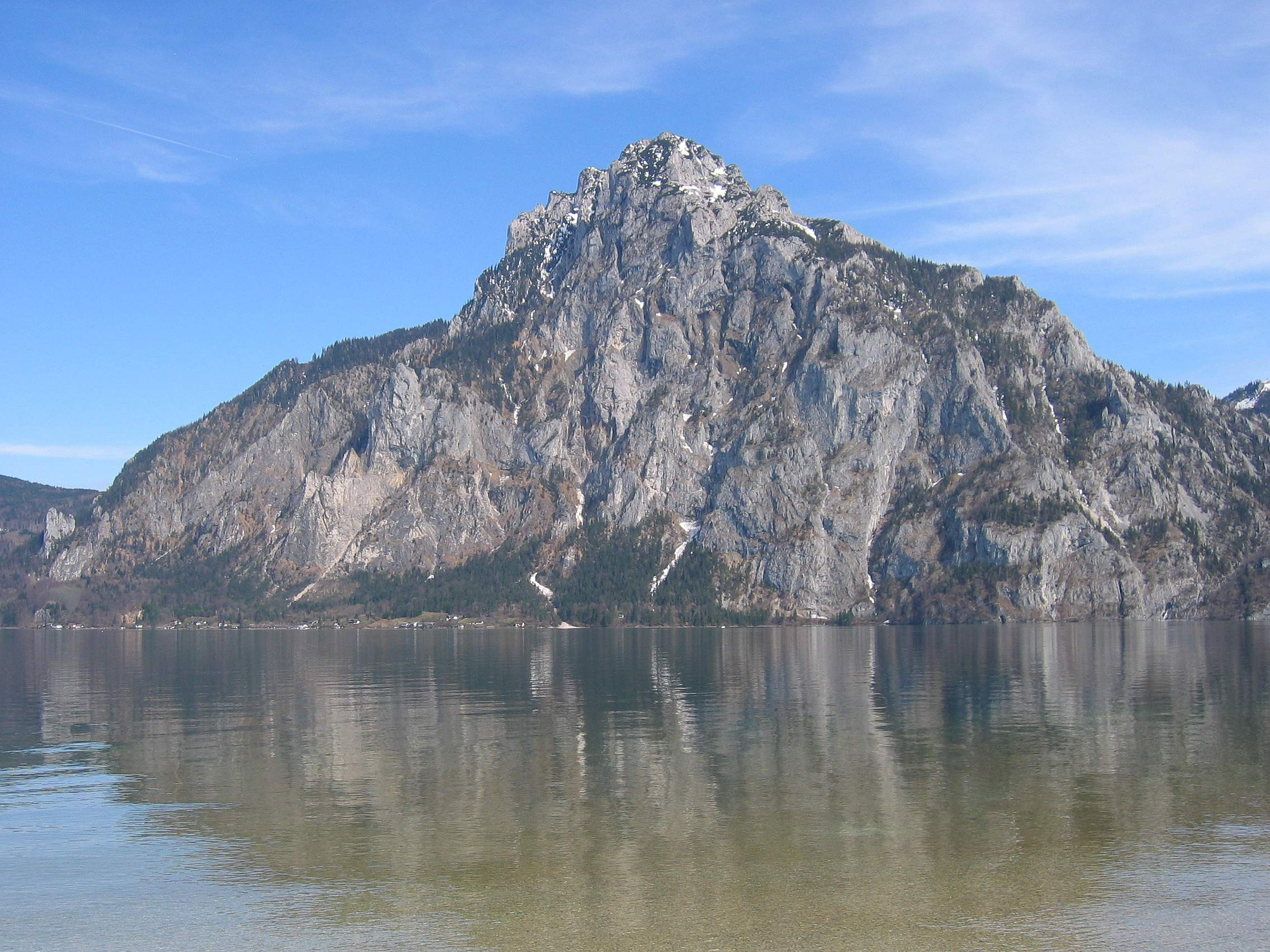
Antlitz Erlas: Auf dem Traunstein ergeben sich vom Gipfel nach links die Konturen eines schlafenden Riesen

Der Riese Erla ist eine berühmte Figur aus vielen Sagen des Salzkammerguts.
Zu den bekanntesten gehört „Der Riese Erla und die Nixe vom Laudachsee“, in der er sich in eine Nixe aus dem Laudachsee namens Blondchen verliebt. Die Sage von Erla und Blondchen berichtet unter anderem davon, dass Erla das sagenumwobene Schloss Ort erbaut haben soll.
Erla war der Sage nach der Herrscher über die Elfen, Zwerge und alle Schätze im Salzkammergut. Noch heute kann man das Antlitz des Riesen erblicken. Vom Ort Traunkirchen am Traunsee aus hat man einen fabelhaften Blick auf das laut einer Sage steinerne Riesenhaupt Erlas im Traunstein. Nach anderen Überlieferungen sollen es die Gesichtszüge der Nixe sein, die Erla nach ihrem Tod zur Erinnerung an sie in den Berg eingemeißelt haben soll.
Wieder andere wollen in der „Schlafenden Griechin“ auf dem Erlakogel die Nixe erkennen.

## Waldlehrpfad auf dem Grünberg
Von der Bergstation der Grünbergseilbahn führt ein Waldlehrpfad zur Ramsauer Alm am Laudachsee.
Holzgeschnitzte Figuren des Riesen Erla, der Hexe Kranawitha und der Nixe Blondchen sind entlang des Weges aufgestellt.